# Desirée Vignolli
Desirée Maria Vignolli Hoagland (Nova Iorque, 1 de julho de 1965 – Rio de Janeiro, 21 de janeiro de 2018) foi uma atriz estadunidense-brasileira nascida nos Estados Unidos.

## Biografia
Nascida em Nova Iorque, filha de uma diplomata brasileira e um advogado norte-americano, Desirée chegou ao Brasil aos 12 anos de idade, indo morar em Brasília, onde descobriu o gosto pelas artes cênicas. Aos 14 anos, mudou-se com os pais para o Rio, onde passou a integrar um grupo de teatro. Aos 16, estreou no Sítio do Picapau Amarelo. Após a novela O Mapa da Mina, exibida na Globo em 1993, ficou desempregada, passando a dedicar-se as tarefas do lar. Uma nova chance surgiu em 1998, mas foi cortada da minissérie Chiquinha Gonzaga.

### Morte
No dia 21 de janeiro de 2018, foi encontrada morta por sua mãe, Dona Decy. Quem confirmou a morte por infarto agudo do miocárdio foi sua filha Jéssica Vignolli Blanco, fruto de seu casamento com o ator Luis Gustavo, de quem era divorciada.

## Filmografia

### Televisão
| Ano  | Título                    | Papel            | Emissora      |
| ---- | ------------------------- | ---------------- | ------------- |
| 2000 | Vidas Cruzadas            | Dorothéia        | Rede Record   |
| 1995 | História de Amor          | (participação)   | Rede Globo    |
| 1994 | Confissões de Adolescente | Cliente          | TV Cultura    |
| 1993 | O Mapa da Mina            | Bárbara Lourenço | Rede Globo    |
| 1992 | De Corpo e Alma           | Márcia           | Rede Globo    |
| 1991 | Ilha das Bruxas           | Domingas         | Rede Manchete |
| 1990 | Mico Preto                | Lucilene         | Rede Globo    |
| 1989 | Que Rei Sou Eu?           | Denise           | Rede Globo    |
| 1983 | Louco Amor                | Maria Luiza      | Rede Globo    |
| 1981 | Jogo da Vida              | Leninha          | Rede Globo    |

### Cinema
| Ano  | Título             |
| ---- | ------------------ |
| 1985 | Urubus e Papagaios |

1997   Navalha na Carne

## Teatro
| Ano  | Título                                                 |
| ---- | ------------------------------------------------------ |
| 1987 | Baixa Sociedade com Luis Gustavo e Cassio Gabus Mendes |
| 1992 | Sambarilove e as Mulheres com David Pinheiro           |